# 朴成奐
朴成奐（韓語：박성환，1984年9月4日—），韩国男子羽毛球运动员，因腕部手術失敗而淡出賽場。

## 生涯
朴成奐在2007年羽毛球世锦赛男单比赛中，第三轮15-21, 21-16, 21-15被中国的陈郁淘汰。2008年亚洲羽毛球锦标赛男子单打冠军，北京奥运会羽毛球男单比赛中，第三轮被遭头号種子、中国的林丹淘汰。
2010年11月，朴成奐代表韓國出戰廣州亞運會，參加羽毛球比賽的男子單打及男子團體項目，奪得一銀一銅。
朴成焕在2012年伦敦奥运会前接受腕部手术，卻因為手術失敗导致右手无法发力，從此離開賽場。目前他改以左手持拍，轉戰韓國國內的殘障羽球賽。

## 主要比賽成績
只列出曾進入準決賽的國際賽事成績：
| 年份   | 賽事                     | 公開賽級別 | 項目     | 成績   |
| ------ | ------------------------ | ---------- | -------- | ------ |
| 2005年 | 中華台北羽球公開賽       |            | 男子單打 | 準決賽 |
| 2006年 | 亞洲羽毛球錦標賽         | 其他       | 男子單打 | 季軍   |
| 2007年 | 大阪羽毛球國際挑戰賽     | 國際挑戰賽 | 男子單打 | 準決賽 |
| 2007年 | 菲律賓羽毛球公開賽       | 黃金大獎賽 | 男子單打 | 準決賽 |
| 2007年 | 澳門羽毛球黃金大獎賽     | 黃金大獎賽 | 男子單打 | 準決賽 |
| 2007年 | 中國羽毛球超級賽         | 超級賽     | 男子單打 | 準決賽 |
| 2008年 | 亞洲羽毛球錦標賽         | 其他       | 男子單打 | 冠軍   |
| 2008年 | 中國羽毛球超級賽         | 超級賽     | 男子單打 | 準決賽 |
| 2009年 | 馬來西亞羽毛球超級賽     | 超級賽     | 男子單打 | 亞軍   |
| 2009年 | 中國羽毛球超級賽         | 超級賽     | 男子單打 | 準決賽 |
| 2009年 | 世界羽聯超級系列賽總決賽 | 超級賽     | 男子單打 | 亞軍   |
| 2011年 | 德國羽毛球黃金大獎賽     | 黃金大獎賽 | 男子單打 | 準決賽 |
| 2011年 | 瑞士羽毛球黃金大獎賽     | 黃金大獎賽 | 男子單打 | 冠軍   |
| 2011年 | 印度羽毛球超級賽         | 超級賽     | 男子單打 | 準決賽 |
| 2011年 | 泰國羽毛球黃金大獎賽     | 黃金大獎賽 | 男子單打 | 準決賽 |

| 2007-2017年 | 首要超級賽 | 超級賽 | 黃金大獎賽 | 大獎賽 | 國際挑戰賽 | 國際系列賽 | 未來系列賽 | 其他 |

### 奧運會和世錦賽參賽紀錄
|          | 2006 | 2007 | 2008 | 2009 | 2010 | 2011 |
| -------- | ---- | ---- | ---- | ---- | ---- | ---- |
| 男子單打 | 16強 | 16強 | 16強 | 32強 | 季軍 | 16強 |